# Чернышёва, Алла Андреевна
А́лла Андре́евна Чернышёва (род. 20 января 1976, Москва) — российская телеведущая, тележурналист.

## Биография
Родилась 20 января 1976 года в Москве.
В 1998 году окончила факультет журналистики МГУ.
Начала работать на телевидении с 1996 года, когда стала корреспондентом информационной службы в программе «Городские новости» телеканала ВКТ. За ряд сюжетов представлена от этой телекомпании в номинации «Лучший репортёр» премии ТЭФИ.
С 2000 года на телеканале НТВ, помогала готовить программу «Сегодня в столице», выходившую на ТНТ, а также делала репортажи для программы «Сегодня».
После раскола НТВ в апреле 2001 в составе команды Евгения Киселёва решила продолжить карьеру как ведущая утренних выпусков на телеканале ТВ-6, а затем ТВС (2001—2003) поочёредно с Ксенией Турковой. В марте и апреле 2003 года дважды была соведущей программы «Тушите свет» вместе с Хрюном и Степаном.
После закрытия телеканала ТВС в июне 2003 года вернулась обратно на НТВ.
С 2003 по 2006 год — корреспондент Дирекции информационного вещания НТВ. 7 декабря 2003 года, в день выборов в Государственную думу, работала в штабе партии «Яблоко», освещая его деятельность для общественно-политического ток-шоу «Свобода слова». 
С 2005 по 2014 год — ведущая утренних выпусков программы «Сегодня» на НТВ. В настоящее время занимает должность шеф-редактора утренних и дневных выпусков.
Замужем, воспитывает сына.